# Garcinia nubigena
Garcinia nubigena är en tvåhjärtbladig växtart som beskrevs av Carl Karl Adolf Georg Lauterbach. Garcinia nubigena ingår i släktet Garcinia och familjen Clusiaceae. Inga underarter finns listade i Catalogue of Life.